# Estádio Marcolino de Castro
Het Estádio Marcolino de Castro is een multifunctioneel stadion in Santa Maria da Feira, een stad in Portugal. 
Het stadion wordt vooral gebruikt voor voetbalwedstrijden, de voetbalclub CD Feirense maakt gebruik van dit stadion. In het stadion is plaats voor 5.449 toeschouwers. Het stadion werd geopend in 1962.